# Adolf Erman
Johann Peter Adolf Erman, född 31 oktober 1854 i Berlin, död där 26 juni 1937, var en tysk egyptolog. Han var son till Georg Adolf Erman.
Erman blev docent och 1883 extra ordinarie professor i egyptologi vid Berlins universitet, 1885 innehavare av den genom Karl Richard Lepsius död ledigblivna direktörsbefattningen för Berlinmuseets egyptiska avdelning och 1893  ordinarie professor vid universitetet. Han blev emeritus 1923. 
Erman gjorde sig främst känd som grammatiker och författade i denna egenskap, förutom många bidrag till den sedermera under hans redaktion ställda "Zeitschrift für ägyptische Sprache und Alterthumskunde", Neuägyptische Grammatik (1880), Die Sprache des Papyrus Westcar (1889) och Ägyptische Grammatik (1894; ny upplaga 1902). 
I sitt arbete Ägypten und ägyptisches Leben im Altertum (1885; andra upplagan 1896) gav Erman en kulturhistorisk framställning av det forna Egypten och fyllde därmed ett utom och inom egyptologin länge känt behov. Han blev 1895 ledamot av Preussiska vetenskapsakademien och 1927 av svenska Vetenskapsakademien.